# Franz Sacher
Franz Sacher (19. prosince 1816 – 11. března 1907) je tvůrcem dortu Sacher, který je v dnešní době populární hlavně ve Vídni, kde se také podává.
Franz Sacher dort vymyslel v roce 1832 (tehdy mu bylo 16 let) a vznikl když dal Metternich příkaz šéfkuchaři, aby připravil nějakou specialitu pro výjimečné hosty. Šéfkuchař byl ale právě nemocný, a tak se rozkaz dostal až k Franzovi Sacherovi a ten si vymyslel tento dort.